# 达兰·罗马尼
达兰·罗马尼（葡萄牙語：Darlan Romani，1991年4月9日—），巴西男子田径运动员，2019年泛美运动会男子铅球金牌得主、2022年世界室内田径锦标赛男子铅球金牌得主、2023年泛美运动会男子铅球金牌得主。